# Joest Henne
Joest Henne, född okänt år i Tyskland, död 8 april 1644 i Stockholm, var en tysk-svensk stenhuggare som tillhörde de mera betydande stenhuggarmästarna i Stockholm under Gustav II Adolfs, Maria Eleonoras och drottning Kristinas tid, och sysselsatte ett stort antal gesäller och lärlingar i sin verkstad.
Han arbetade under 1630-talet vid uppförandet av Gustavianska gravkoret i Riddarholmskyrkan och har dessutom utfört huvudportalen till Tyska kyrkan i Stockholm.